# Södra Vika
Södra Vika is een plaats in de gemeente Mora in het landschap Dalarna en de provincie Dalarnas län in Zweden. De plaats heeft 158 inwoners (2005) en een oppervlakte van 38 hectare. De plaats ligt aan een baai van het meer Siljan. Door de plaats lopen de wegen Europese weg 45 en de Riksväg 26.